# Dobri Woinikow

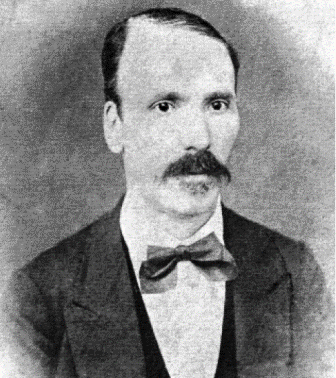
Dobri Woinikow

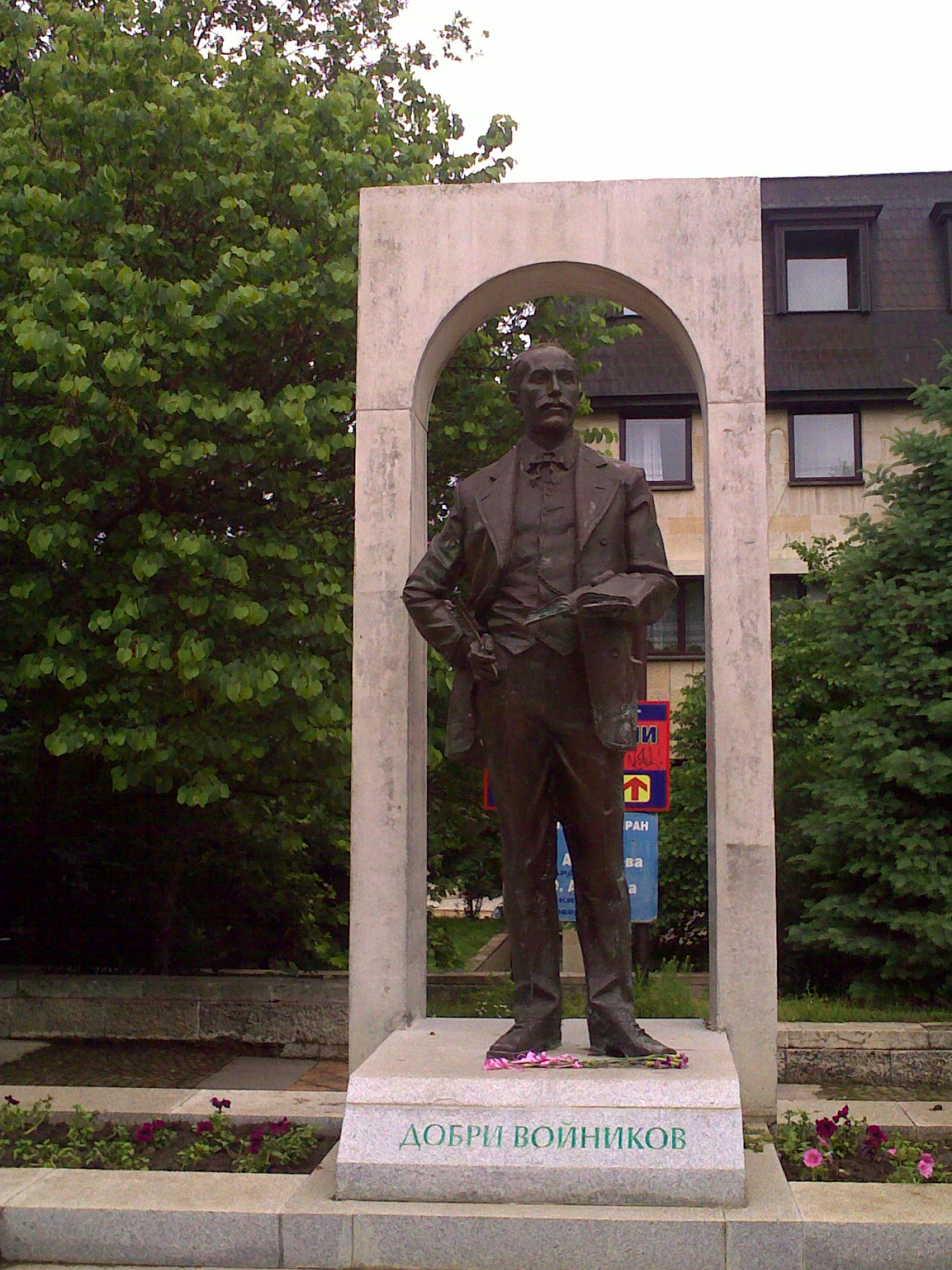
Denkmal in Schumen

Dobri Popow Woinikow (bulgarisch Добри Войников; * 10. November 1833 in Schumen; † 27. März 1878 in Tarnowo) war ein bulgarischer Schriftsteller und Theaterregisseur.

## Leben
Woinikow besuchte das französische Collège Sen Benoa in Istanbul. Er veröffentlichte Lehrbücher und führte sowohl Musik als auch Rezitation in den Schulunterricht Bulgariens ein. Auch das erste Schülertheater und -orchester in Bulgarien wurden von ihm gegründet. Im rumänischen Brăila wurde von ihm 1866 die erste bulgarische Theatergruppe gegründet, an der er bis 1870 mitwirkte. Dort war er Herausgeber und Redakteur des Wochenblattes Donau Morgenröte (aus dem Bulg. Дунавска зора). Von 1870 bis 1876 führte er in Bukarest, Zurz und Schumen mit Jugendlichen Theaterstücke auf, darunter Christo Botew.
Woinikow verfasste Dramen und Komödien und gilt als erster bulgarischer Regisseur. In Schumen wurde ihm zu Ehren ein Denkmal errichtet.

## Werke (Auswahl)
- Die falsch verstandene Zivilisation, 1871